# Roberto Inglese
Roberto Inglese, né le 12 novembre 1991 à Lucera, est un footballeur italien évoluant au poste d'avant-centre au Catane FC.

## Biographie

### Jeunesse
Roberto Inglese naît le 12 novembre 1991 à Lucera. Il est formé au Pescara.

### Débuts (2009-2015)
Inglese marque son premier but professionnel le 7 mars 2010 contre Ravenna.
Le 28 août 2010, Inglese rejoint le Chievo Vérone. Néanmoins, le jeune attaquant est rapidement prêté à l'AC Lumezzane puis au Carpi FC.
Inglese vit des débuts difficiles à Lumezzane où il ne parvient pas à inscrire le moindre but durant sa première saison. Inglese s'affirme petit à petit néanmoins et réussit le premier triplé de sa carrière contre le Pro Patria en août 2011. L'italien marque à onze reprises durant la saison 2012-2013. De nouveau prêté par Vérone, Inglese rejoint le Carpi FC en 2013. L'attaquant s'y perfectionne deux ans alors que le club évolue en Serie B.

### Retour au Chievo Vérone (depuis 2015)
Inglese revient à Vérone pour la saison 2015-2016.

## Palmarès
- Champion d'Italie de Serie B en 2015 avec Carpi

## Statistiques
| Saison                | Club                  | Championnat           | Championnat | Championnat | Championnat | Coupe(s) nationale(s) | Coupe(s) nationale(s) | Coupe(s) nationale(s) | Total | Total | Total |
| Saison                | Club                  | Division              | M.          | B.          | P.d.        | M.                    | B.                    | P.d.                  | M.    | B.    | P.d.  |
| 2009-2010             | Pescara               | D3                    | 3           | 1           | -           | 1                     | 0                     | 0                     | 4     | 1     | 0     |
| 2010-2011             | Pescara               | Serie B               | 1           | 0           | 0           | 1                     | 0                     | 0                     | 2     | 0     | 0     |
| Sous-total            | Sous-total            | Sous-total            | 4           | 1           | 0           | 2                     | 0                     | 0                     | 6     | 1     | 0     |
| 2015-2016             | Chievo Vérone         | Serie A               | 26          | 3           | 1           | -                     | -                     | -                     | 26    | 3     | 1     |
| 2016-2017             | Chievo Vérone         | Serie A               | 34          | 10          | 4           | 3                     | 2                     | 0                     | 37    | 12    | 4     |
| 2017-2018             | Chievo Vérone         | Serie A               | 2           | 1           | 1           | 1                     | 1                     | 0                     | 3     | 2     | 1     |
| Sous-total            | Sous-total            | Sous-total            | 62          | 14          | 6           | 4                     | 3                     | 0                     | 66    | 17    | 6     |
| 2010-2011             | AC Lumezzane (prêt)   | D3                    | 20          | 0           | 1           | -                     | -                     | -                     | 20    | 0     | 1     |
| 2011-2012             | AC Lumezzane (prêt)   | D3                    | 20          | 5           | 0           | 2                     | 3                     | 0                     | 22    | 8     | 0     |
| 2012-2013             | AC Lumezzane (prêt)   | D3                    | 30          | 11          | 4           | 2                     | 2                     | 0                     | 32    | 13    | 4     |
| Sous-total            | Sous-total            | Sous-total            | 70          | 16          | 5           | 4                     | 5                     | 0                     | 74    | 21    | 5     |
| 2013-2014             | Carpi FC (prêt)       | Serie B               | 22          | 2           | 1           | -                     | -                     | -                     | 22    | 2     | 1     |
| 2014-2015             | Carpi FC (prêt)       | Serie B               | 26          | 6           | 1           | 1                     | 0                     | 0                     | 27    | 6     | 1     |
| Sous-total            | Sous-total            | Sous-total            | 48          | 8           | 2           | 1                     | 0                     | 0                     | 49    | 8     | 2     |
| 2017-2018             | Chievo Vérone (prêt)  | Serie A               | 15          | 6           | 1           | 1                     | 0                     | 0                     | 16    | 6     | 1     |
| Sous-total            | Sous-total            | Sous-total            | 15          | 6           | 1           | 1                     | 0                     | 0                     | 16    | 6     | 1     |
| Total sur la carrière | Total sur la carrière | Total sur la carrière | 199         | 45          | 14          | 11                    | 8                     | 0                     | 210   | 53    | 14    |